# Siège de Suchdol (1402)
Guerres des Margraves Morave
Le siège de Suchdol de 1402 fut une opération militaire menée du 24 décembre au début 1403 par les forces praguoises alliées à Sigismond de Luxembourg, roi de Hongrie, contre la forteresse de Suchdol (district de Kutná Hora), située près de Kutná Hora (Allemand : Kuttenberg) dans le Royaume de Bohême. Défendue par Peter de Pisek, un loyaliste de Venceslas IV de Bohême, cette action s’inscrit dans la guerre civile de Bohême lors de la campagne de Sigismond pour soumettre les régions fidèles à son frère.

## Contexte
En 1402, le Royaume de Bohême était en crise de guerre civile durant la troisième phase des Guerres des Margraves Moraves à la suite de la capture de Venceslas IV par Sigismond de Luxembourg en mars. Sigismond lança une offensive en décembre avec une armée de 20 000 soldats hongroise, renforcée par des Coumans et des alliées tchèques à la suite de l'envoi de sa lettre appelant à une mobilisation, stationnée près de Kolín. Il ordonna aux seigneurs, chevaliers et villes, sous peine de lourdes sanctions, de le rejoindre avec leurs forces armées et leurs engins de siège pour assiéger Kutná Hora, un bastion loyaliste riche en trésors royaux. Prague répondit à l’appel, envoyant une armée sous le commandement de Markvart de Úlice, hetman pragouis, pour soutenir l’effort de guerre.
Suchdol, à environ 7 km à l’ouest de Kutná Hora, était tenu par Peter de Pisek, un riche bourgeois et partisan de Venceslas IV. Sa forteresse devint une cible stratégique en raison de sa résistance à Sigismond et de sa proximité avec Kutná Hora, alors en plein siège.

## Siège
Le 24 décembre 1402, veille de Noël, les forces praguoises dirigées par Markvart de Úlice arrivèrent devant Suchdol, après avoir commis des dégats dans le domaine, et établirent un siège contre la forteresse défendue par Peter de Pisek. Les assiégeants, équipés d’armes et peut-être d’engins de siège demandés par Sigismond, encerclèrent la place forte. La garnison résista quelques jours, repoussant les assauts initiaux.
Le 27 décembre, jour de la Saint-Jean l’Évangéliste, Markvart de Úlice fut mortellement atteint à la gorge par une flèche tirée depuis la forteresse lors d’un assaut. Il mourut sur place. La forteresse capitula peu après, affaiblie par la chute prochaine de Kutná Hora en janvier 1403.

## Conséquences
La mort de Markvart de Úlice, un commandant clé des forces praguoises, fut une perte significative pour Sigismond, bien que son armée poursuivit la campagne. La forteresse de Suchdol, isolée après la reddition de Kutná Hora, se rendit probablement pour éviter une destruction totale, préservant ainsi une partie de ses structures.
L'historien August Sedláček indique que Peter de Pisek fut emprisonné au camp militaire par Sigismond et forcé de céder une autre forteresse, Pirkenštein, à Mikuláš Divůček de Jemniště, un partisan du roi hongrois, peut-être en représailles à sa résistance.

## Culture populaire
L'événement historique du siège de Suchdol est repris dans le jeu Kingdom Come: Deliverance II